# Christoph Sanders
Christoph Sanders (Hendersonville, 21 aprile 1988) è un attore statunitense.

## Biografia
Ha interpretato il ruolo di Ned Banks nella serie tv Ghost Whisperer - Presenze.

## Filmografia

### Attore

#### Cinema
- Ricky Bobby - La storia di un uomo che sapeva contare fino a uno (Talladega Nights: The Ballad of Ricky Bobby), regia di Adam McKay (2006)
- Hounddog, regia di Deborah Kampmeier (2008)
- Ufficialmente bionde (Legally Blondes), regia di Savage Steve Holland (2009)

#### Televisione
- Family of the Year – serie TV, episodio 1x01 (2007)
- Ghost Whisperer - Presenze (Ghost Whisperer) – serie TV, 49 episodi (2008-2010)
- Lies in Plain Sight, regia di Patricia Cardoso – film TV (2010)
- Coppia di re (Pair of Kings) – serie TV, episodio 1x06 (2010)
- CSI - Scena del crimine (CSI: Crime Scene Investigation) – serie TV, episodio 11x16 (2011)
- L'uomo di casa (Last Man Standing) – serie TV, 186 episodi (2011-2017)
- Hollywood Today – serie TV, episodio 1x124 (2014)

### Regista
- L'uomo di casa (Last Man Standing) – serie TV, episodio 9x17

### Produttore
- Body of the Mined, regia di Eric Jungmann – cortometraggio (2021)

## Discografia

### Colonne sonore
- Silent Night (cantante - non accreditato) – L'uomo di casa - serie TV, episodio 1x10 (2011)
- Love Arrow (cantante) – L'uomo di casa - serie TV, episodio 2x13 (2013)
- Zip-a-Dee-Doo-Dah (cantante - non accreditato) – L'uomo di casa - serie TV, episodio 2x15 (2013)
- The Twelve Days of Christmas (cantante - non accreditato) – L'uomo di casa - serie TV, episodio 7x09 (2018)
- We Wish You a Merry Christmas (cantante - non accreditato) – L'uomo di casa - serie TV, episodio 7x09 (2018)

## Doppiatori italiani
Nelle versioni in italiano delle opere in cui ha recitato, Christoph Sanders è stato doppiato da:
- Alessio Nissolino in Coppia di re
- Simone Crisari in L'uomo di casa
- Jacopo Bonanni in Ufficialmente bionde
- Fabrizio De Flaviis in Ghost Whisperer - Presenze